# Абдуллаев, Атин Фируддин оглы
Атин Фируддин оглы Абдуллаев (азерб. Abdullayev Atin Firuddin oğlu; род. 28 мая 1989, Кировабад) — азербайджанский футболист, амплуа — защитник.

## Биография
Футболом начал заниматься в 11-летнем возрасте, в детской футбольной школе города Гянджи, под руководством тренера Константина Максимовича Обраменко. В 2007—2009 годах проходил военную службу в рядах вооружённых сил Азербайджана.

## Клубная карьера
Атин Абдуллаев является воспитанником гянджинской школы футбола. В разные годы защищал цвета двух гянджинских клубов — «Кяпаз» и «Тарагги». В составе гянджинского «Кяпаза» в 2012 году выступал в Премьер-Лиге Азербайджана. Провёл в основном составе клуба 4 игры.